# Kentrochrysalis
Kentrochrysalis is een geslacht van vlinders uit de onderfamilie Smerinthinae van de familie pijlstaarten (Sphingidae).

## Soorten
- Kentrochrysalis consimilis (Rothschild & Jordan, 1903)
- Kentrochrysalis sieversi Alpheraky, 1897
- Kentrochrysalis streckeri (Staudinger, 1880)